# Meng Ding Gan Lu
Meng Ding Gan Lu é um chá verde chinês oriundo da província de Sichuan. Foi um dos preferidos da dinastia Tang, portanto ganhando o título de chá amarelo.
Meng ding, literalmente "Pico Nebulo", é uma referência ao Monte Menghan, no sudoeste da província, onde é produzido, a cerca de 1500 metros de altitude. Gan Lu, literalmente "Orvalho Doce", é uma referência a seu gosto, e principalmente aftertaste, doce, nunca amargo.
Por suas características delicadas, a infusão deve ser feita de 80°C a 85°C.